# Копривна (Брестоваць)
45°23′ пн. ш. 17°29′ сх. д. / 45.38° пн. ш. 17.48° сх. д.
Копривна (хорв. Koprivna) — населений пункт у Хорватії, у Пожезько-Славонській жупанії у складі громади Брестоваць.

## Населення
Населення за даними перепису 2011 року становило 7 осіб.
Динаміка чисельності населення поселення:

## Клімат
Середня річна температура становить 10,59 °C, середня максимальна – 24,61 °C, а середня мінімальна – -5,96 °C. Середня річна кількість опадів – 898 мм.
| Клімат поселення                              | Клімат поселення | Клімат поселення | Клімат поселення | Клімат поселення | Клімат поселення | Клімат поселення | Клімат поселення | Клімат поселення | Клімат поселення | Клімат поселення | Клімат поселення | Клімат поселення | Клімат поселення |
| Показник                                      | Січ.             | Лют.             | Бер.             | Квіт.            | Трав.            | Черв.            | Лип.             | Серп.            | Вер.             | Жовт.            | Лист.            | Груд.            |                  |
| Середній максимум, °C                         | 6,76             | 8,46             | 12,78            | 16,70            | 21,53            | 24,61            | 23,87            | 23,36            | 19,61            | 14,83            | 9,27             | 5,20             |                  |
| Середня температура, °C                       | 0,40             | 2,11             | 6,42             | 10,35            | 15,17            | 18,27            | 20,25            | 19,73            | 15,99            | 11,20            | 5,64             | 1,57             |                  |
| Середній мінімум, °C                          | −5,96            | −4,24            | 0,08             | 3,99             | 8,83             | 11,91            | 16,61            | 16,10            | 12,37            | 7,58             | 2,01             | −2,06            |                  |
| Норма опадів, мм                              | 55               | 52               | 60               | 73               | 84               | 103              | 83               | 85               | 71               | 78               | 85               | 69               |                  |
| Середньомісячна швидкість вітру, м/с          | 1.95             | 2.20             | 2.50             | 2.40             | 2.20             | 2.00             | 1.93             | 1.80             | 1.83             | 1.90             | 1.98             | 2.01             |                  |
| Середньомісячна сонячна радіація, кДж/м²·день | 4364             | 7111             | 10909            | 15248            | 19270            | 21519            | 22277            | 19881            | 14816            | 9261             | 4973             | 3670             |                  |
| --------------------------------------------- | ---------------- | ---------------- | ---------------- | ---------------- | ---------------- | ---------------- | ---------------- | ---------------- | ---------------- | ---------------- | ---------------- | ---------------- | ---------------- |
| Джерело:                                      |                  |                  |                  |                  |                  |                  |                  |                  |                  |                  |                  |                  |                  |